# هاینریش مولر (بازیکن فوتبال، زاده ۱۹۰۹)
هنریش مولر (انگلیسی: Heinrich Müller; ۱۳ مهٔ ۱۹۰۹ – ۵ آوریل ۲۰۰۰) بازیکن فوتبال اهل اتریش بود.
از باشگاه‌هایی که در آن بازی کرده‌است می‌توان به باشگاه فوتبال ام‌تی‌کی بوداپست و باشگاه فوتبال آستریا وین اشاره کرد.
وی همچنین در تیم ملی فوتبال اتریش بازی کرده‌است.